# Hopfenspargel

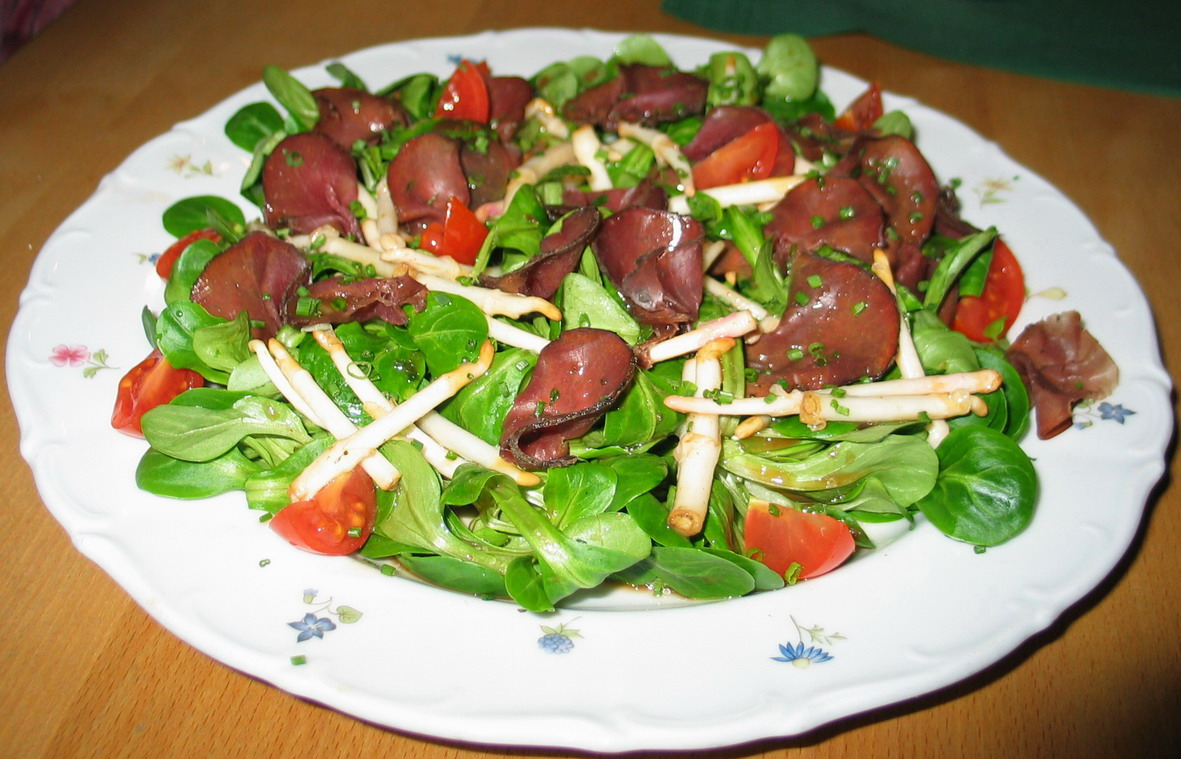
Salat mit Hopfenspargel

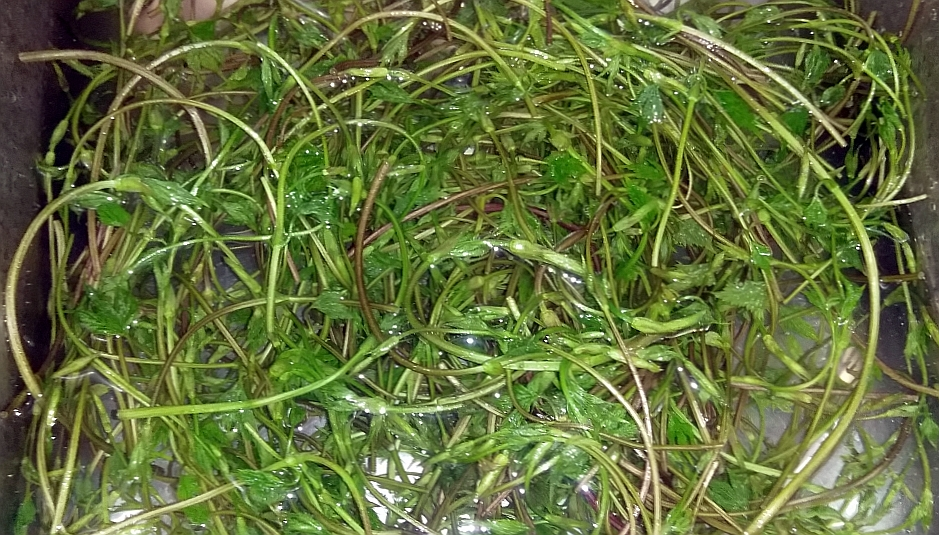
Hopfenspitzen (Hopfensprosse)

Als Hopfenspargel, auch Hopfensprossen genannt, werden die Wurzeltriebe der Hopfenpflanze bezeichnet, die unter der Erde liegen. Er ist nicht mit Hopfenspitzen (junge Hopfensprossen) zu verwechseln, die ebenfalls gegessen werden können.
Um dem Hopfen zu einem kräftigeren Wachstum zu verhelfen, werden im Frühjahr die überzähligen Wurzeltriebe bis auf drei Haupttriebe entfernt. Diese tragen dann im Herbst die zur Herstellung von Bier erforderlichen Hopfendolden.
Der durch diese Arbeiten angefallene Hopfenspargel wurde früher zu einer einfachen Mahlzeit zubereitet. Wegen der zunehmenden Massenproduktion geriet er nahezu in Vergessenheit. Seit einigen Jahren vermarkten wieder mehr Hopfenpflanzer die Sprossen als Delikatesse. Die Erntezeit für ein Kilogramm beträgt etwa ein bis zwei Stunden, je nach Witterung und Zustand des Bodens.
Die kurze Wachstumszeit von etwa Mitte März bis Anfang April und die aufwändige Ernte machen dieses außergewöhnliche Gemüse zu einer teuren Rarität. Das Gemüse kann vielfältig zubereitet werden und eignet sich sowohl für Salate und Beilagen in der warmen und kalten Küche.